# Edward Barszcz

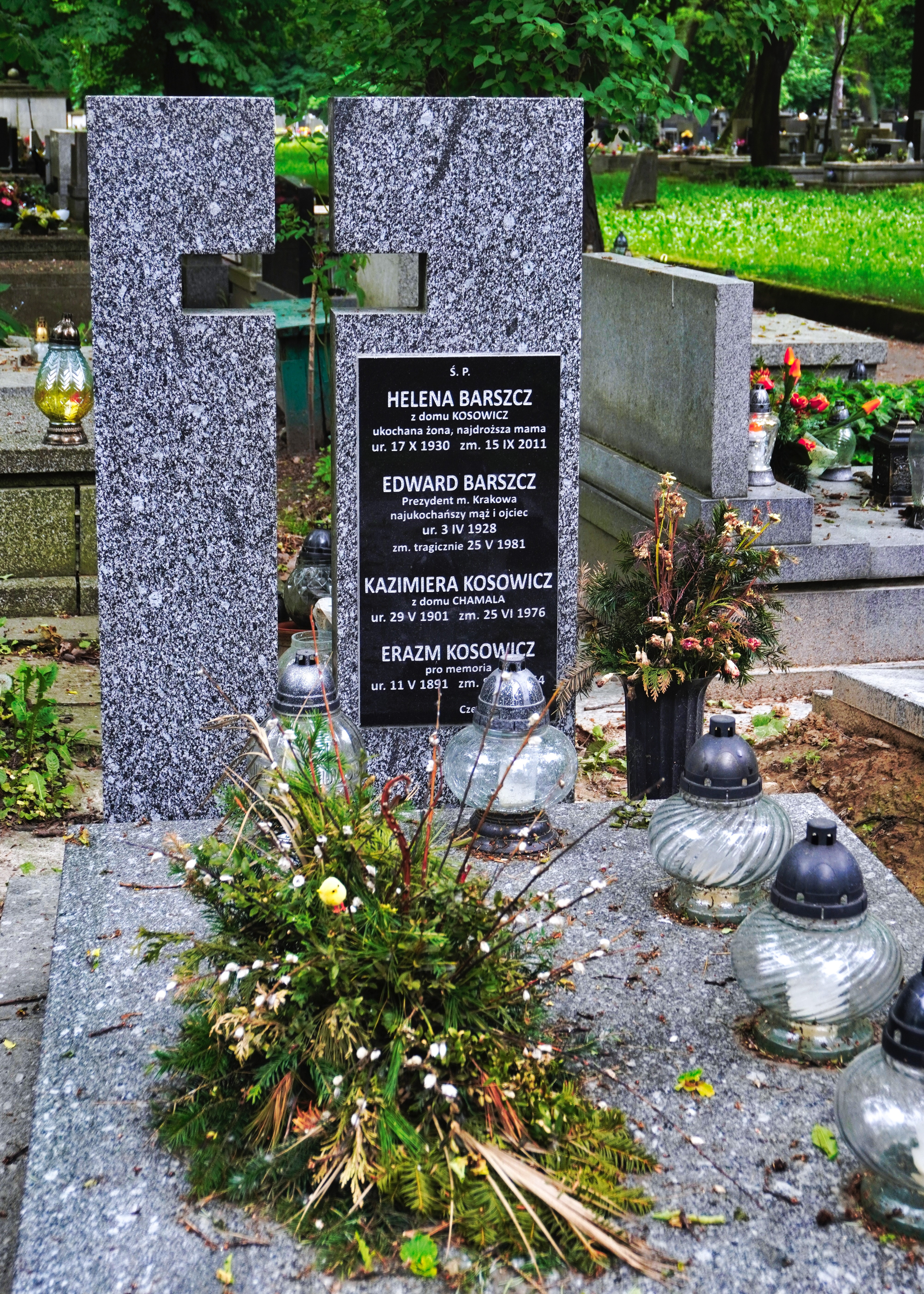
Grób Edwarda Barszcza na cmentarzu Rakowickim w Krakowie

Edward Barszcz (ur. 3 kwietnia 1928 w Małomierzycach, zm. 25 maja 1981 w Warszawie) – polski inżynier budowlany i polityk. Prezydent Krakowa w latach 1978–1980, w 1980 minister budownictwa i przemysłu materiałów budowlanych.

## Życiorys
Syn Józefa i Teofili, pochodził z rodziny chłopskiej. Podczas II wojny światowej walczył w Batalionach Chłopskich.
Ukończył studia na Wydziale Budownictwa Lądowego Politechniki Krakowskiej. Przez 27 lat pracował na różnych odpowiedzialnych stanowiskach przy budowie kombinatu hutniczego. Jako dyrektor naczelny Zjednoczenia Budownictwa Przemysłowego „Budostal” w Krakowie kierował pracami przy budowie Huty Katowice, unowocześnianiu Huty im. M.Nowotki w Ostrowcu Świętokrzyskim i Huty Zawiercie oraz nadzorował budowy zagraniczne w Libii, Iraku, krajach afrykańskich i Japonii. Autor i współautor wniosków racjonalizatorskich w dziedzinie wykonywania fundamentów pod duże obiekty przemysłowe. Wykładowca na Politechnice Krakowskiej (Organizacja i zarządzanie budową) na Wydziale Budownictwa Lądowego.
W latach 1945–1948 należał do Związku Młodzieży Wiejskiej RP „Wici”, w 1945 wstąpił również do Stronnictwa Ludowego, a następnie do Zjednoczonego Stronnictwa Ludowego. Od 1948 do 1955 członek Związku Młodzieży Polskiej i Związku Akademickiej Młodzieży Polskiej. Od 1953 członek Towarzystwa Przyjaźni Polsko-Radzieckiej, a od 1955 Polskiej Zjednoczonej Partii Robotniczej. W okresie od 27 kwietnia 1978 do 20 czerwca 1980 był prezydentem Krakowa i jednocześnie wojewodą krakowskim. Od 23 czerwca 1980 do 21 listopada 1980 był ministrem budownictwa i przemysłu materiałów budowlanych w rządach Edwarda Babiucha i Józefa Pińkowskiego.
W 1981 został wykluczony z partii za nadużycia finansowe. Kilka tygodni później popełnił samobójstwo. Pochowany na cmentarzu Rakowickim, na jego nagrobku znajdował się napis, cytat z Norwida: „Cóżeś Atenom uczynił, Sokratesie”.

### Osiągnięcia
Za czasów jego rządów w Krakowie:
- rozbudowano układ komunikacyjny miasta, ulice Kapelanka, Brożka oraz wiadukt nad torami kolejowymi ulicy Warszawskiej i alei 29 Listopada.
- 4 stycznia 1979 dla ruchu samochodowego zamknięto Rynek Główny.
- 23 września 1978 Kraków wraz z kopalnią soli w Wieliczce został wpisany na listę światowego dziedzictwa UNESCO.
- 12 grudnia 1978 utworzono Społeczny Komitet Odnowy Zabytków Krakowa.

## Odznaczenia
- Srebrny Krzyż Zasługi (1955)[4]
- Krzyż Oficerski Orderu Odrodzenia Polski[2]
- Krzyż Kawalerski Orderu Odrodzenia Polski[2]